# Santa Catarina do Monte Sinai (nau)
A Santa Catarina do Monte Sinai foi uma nau ao serviço da Marinha Portuguesa no século XVI. Foi um dos mais poderosos navios de guerra do seu tempo.

## História
Foi construída em Cochim, no Estado Português da Índia, e lançada ao mar em 1500.
Serviu na Carreira da Índia até 1520, ano em que foi escolhida para nau-capitânia da armada que conduziu à Itália a Infanta D. Beatriz - filha de Manuel I de Portugal - que iria casar com Carlos III de Saboia.
Em 1524 foi escolhida para capitânia da armada que iria conduziu Vasco da Gama à Índia, como seu vice-rei.
No oceano Índico participou em operações navais, entre as quais se destacou o ataque a Mombaça (1528), quando serviu de capitânia a D. Nuno da Cunha, tendo a cidade sido arrasada pelo fogo da artilharia portuguesa na ocasião.
A nau encontra-se representada numa pintura atribuída a Joachim Patinir, no século XVI.

## Características
Nau do tipo carraca, estava armada com 140 peças de artilharia, na maioria de pequeno calibre, distribuídas por seis pontes. 